# École nationale d'administration publique
Pour les articles homonymes, voir ÉNAP.
Ne doit pas être confondu avec École nationale d'administration pénitentiaire.
 (juillet 2018).

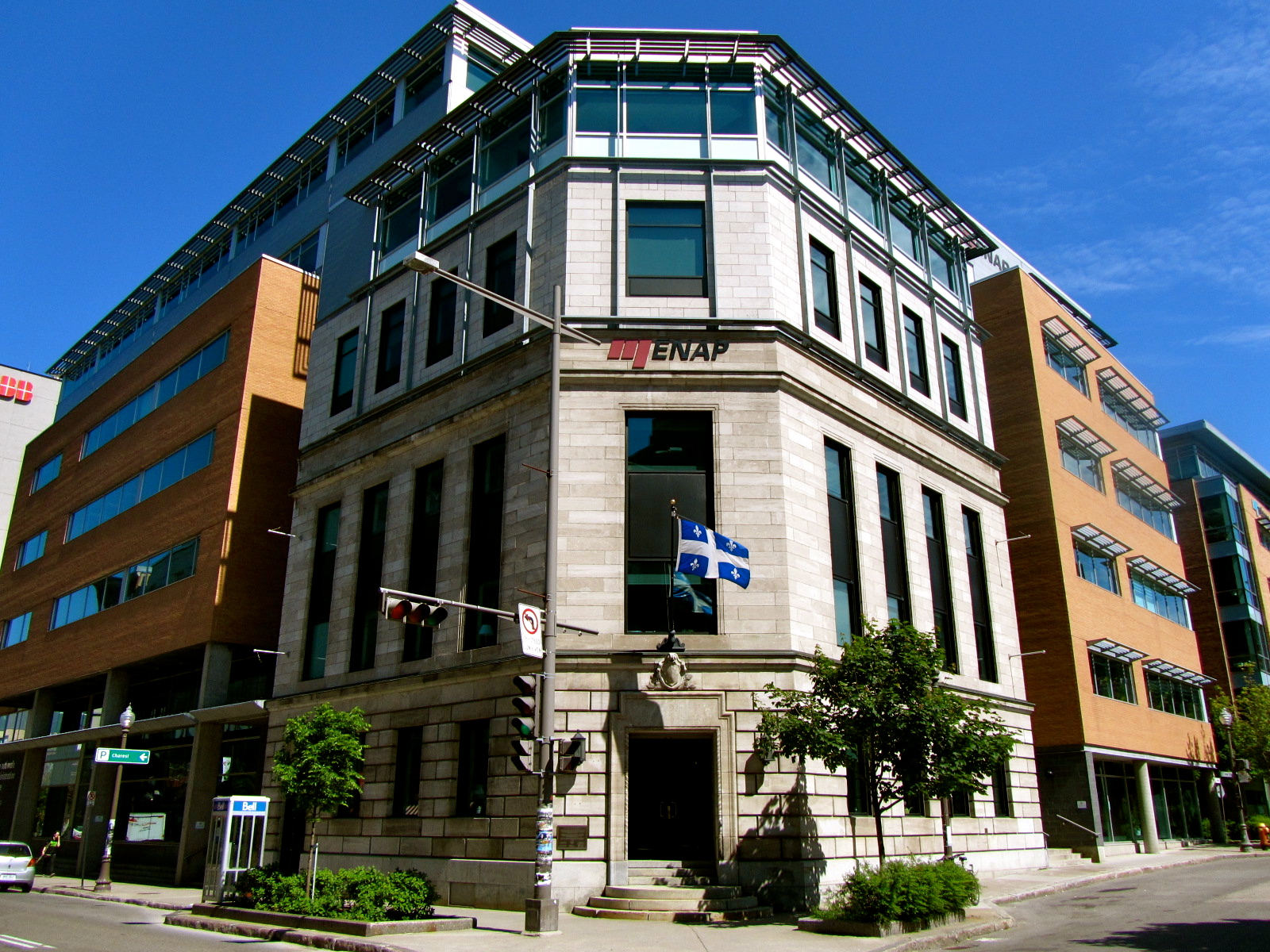
Édifice de l'ENAP à Québec

L'École nationale d'administration publique (ENAP) est un établissement universitaire, membre du réseau de l'Université du Québec, fondé le 26 juin 1969. Son siège social est situé à Québec, mais elle possède des campus d'enseignement régionaux à Montréal et à Gatineau.   
L'ENAP se spécialise dans l'enseignement et la recherche en administration publique. Elle offre des programmes de 2e et de 3e cycles. À l’automne 2024, l'université comptait 4000 étudiantes et étudiants actifs, répartis dans ses trois campus. Elle compte plus de 20 000 diplômés à travers le monde. 

## Historique
En 1969, Roland Parenteau était chargé par le gouvernement du Québec de créer l'ENAP afin d'offrir une formation universitaire en gestion publique aux fonctionnaires en place avant qu’ils n’accèdent à des postes de commande,. L'idée était de doter la province d’une institution de haut savoir avec des programmes de deuxième et de troisième cycles dans les grands domaines de l’administration publique.
Lors de sa création, l'ENAP est présentée comme une institution à mi-chemin entre les « “business schools” américaines et […] l’École nationale d’administration (ENA) française ».
En 1973, l'ENAP était réclamé par l'entité de l'Université du Québec et par l'Université Laval. C'est l'Université du Québec qui mettra la main sur l'École.
En 2022, l'ENAP adoptait une nouvelle identité visuelle afin de renouveler son image et marquer le caractère francophone de l’institution.

## Gouvernance
Le directeur général de l'ENAP est nommé par le Gouvernement du Québec en vertu la loi de l’Université du Québec.
L'économiste Roland Parenteau était le premier directeur général jusqu’en 1974 et le directeur général par intérim en 1988-1989,. Depuis 2022, la direction générale est assurée par M. Hugo Cyr.

### Composantes
L'École est composée de trois directions :
- Direction de l'enseignement et de la recherche
- Direction des services-conseils
- Direction de l'administration

## Mission
L'ENAP a pour mission de contribuer au développement de l’administration publique à la fois comme champ de connaissance et comme champ de pratique. Elle exerce sa mission dans quatre grands domaines :
- des programmes d'études de 2e et 3e cycle en administration publique;
- des activités de recherche dans les domaines principalement reliés à la gestion publique, à la gouvernance et aux politiques publiques;
- des services aux organisations publiques destinés à appuyer les organisations et les gestionnaires publics dans leur développement de compétences de gestion et l'optimisation de la performance organisationnelle : formation continue, coaching, gestion des talents, évaluation et sélection de personnel ainsi que conseil en gestion et en gouvernance;
- des activités de développement international : formation des gestionnaires publics étrangers et de formateurs en management public, services-conseils aux gouvernements, appui au développement des écoles et des programmes de gestion publique, exportation de l'expertise de la fonction publique québécoise.

## Formation
L’ENAP offre des programmes d’études de 2e et de 3e cycles universitaires destinés aux besoins des individus et des organisations publiques. Ses programmes peuvent être suivis à temps partiel ou à temps complet selon le campus.
De par sa mission, la formation dispensée à l’ENAP s’adresse aussi bien aux gestionnaires en exercice qu’aux jeunes diplômés du baccalauréat qui optent pour une carrière de professionnel ou de conseiller en administration publique.

### Programmes d'études
- 28 programmes de 2e cycle[14]
- 1 programme conjoint de 2e cycle en collaboration avec l'UQAC et l'UQAT[15]
- 1 programme conjoint de 2e cycle en collaboration avec l'UQAR[16]
- 2 programmes de 3e cycle[14]

## Chaires et groupes de recherche
- Chaire de recherche sur l'évaluation des actions publiques à l'égard des jeunes et des populations vulnérables (CRÉVAJ)[17]
- Chaire de recherche du Canada sur la gouvernance et la transformation des organisations et systèmes de santé (GETOSS)[18]
- Chaire en leadership dans le secteur public[19],[20]
- Centre de recherche sur la gouvernance (CERGO)[21]
- Centre interuniversitaire de recherche sur les relations internationales du Canada et du Québec (CIRRICQ)[22]
- Groupe d’étude, de recherche et de formation internationales (GERFI)][23]
- Groupe d'études sur les relations internationales du Québec (GERIQ)[24]
- L'Observatoire de l'administration publique[25]
- Cité-ID LivingLab Gouvernance de la résilience urbaine[26]

## Services aux organisations
En tant qu'école à vocation professionnelle, l’ENAP offre des programmes de formation continue aux gestionnaires en exercice dans les secteurs public et parapublic en concertation avec le gouvernement du Québec, mais aussi en association avec diverses organisations. Elle offre également des services de conseil en gestion et en gouvernance, de coaching d'évaluation et de sélection de personnel ainsi que de gestion des talents.

## L'ENAP à l'international
L’ENAP est active sur la scène internationale, contribuant à la réflexion et à l’évolution des pratiques de l’administration publique. Elle a développé, au fil des ans, plusieurs axes d'intervention dont le transfert de connaissances et de compétences en gestion du secteur public par ses programmes pour gestionnaires publics (programmes d'études réguliers, programmes stratégiques, formations spécialisées), le service-conseil ainsi que par ses relations institutionnelles et la coopération universitaire.
En 2018, l'Université a noué des liens avec des établissements universitaires d'Afrique francophone. Cela s'est notamment matérialisé à travers la mise sur pied de partenariat avec l’IFTIC-SUP de Yaoundé (Cameroun) et l'Institut d'études politiques de Tunis,.

## Les campus
L'ENAP dispose de trois campus à Québec (siège social), Montréal et Gatineau. L'université dispose aussi de lieux d'études dans 6 autres villes québécoises: Drummondville, Joliette, Longueuil, Saguenay, Sherbrooke et Trois-Rivières.

### Campus de Québec
Le campus de Québec est situé dans le quartier Saint-Roch de l'arrondissement de La Cité-Limoilou, en face de la Place de l'Université du Québec et du Jardin Jean-Paul-L'Allier. Cet édifice abrite aussi le siège social de l'université et celui de l'Institut d’administration publique du Québec (IAPQ). Il est voisin des sièges sociaux de l'Université TÉLUQ, de l'Université du Québec, de l'Institut national de la recherche scientifique et des Presses de l'Université du Québec. L'ENAP à Québec est dotée de résidences étudiantes comptant une centaine de chambres. 

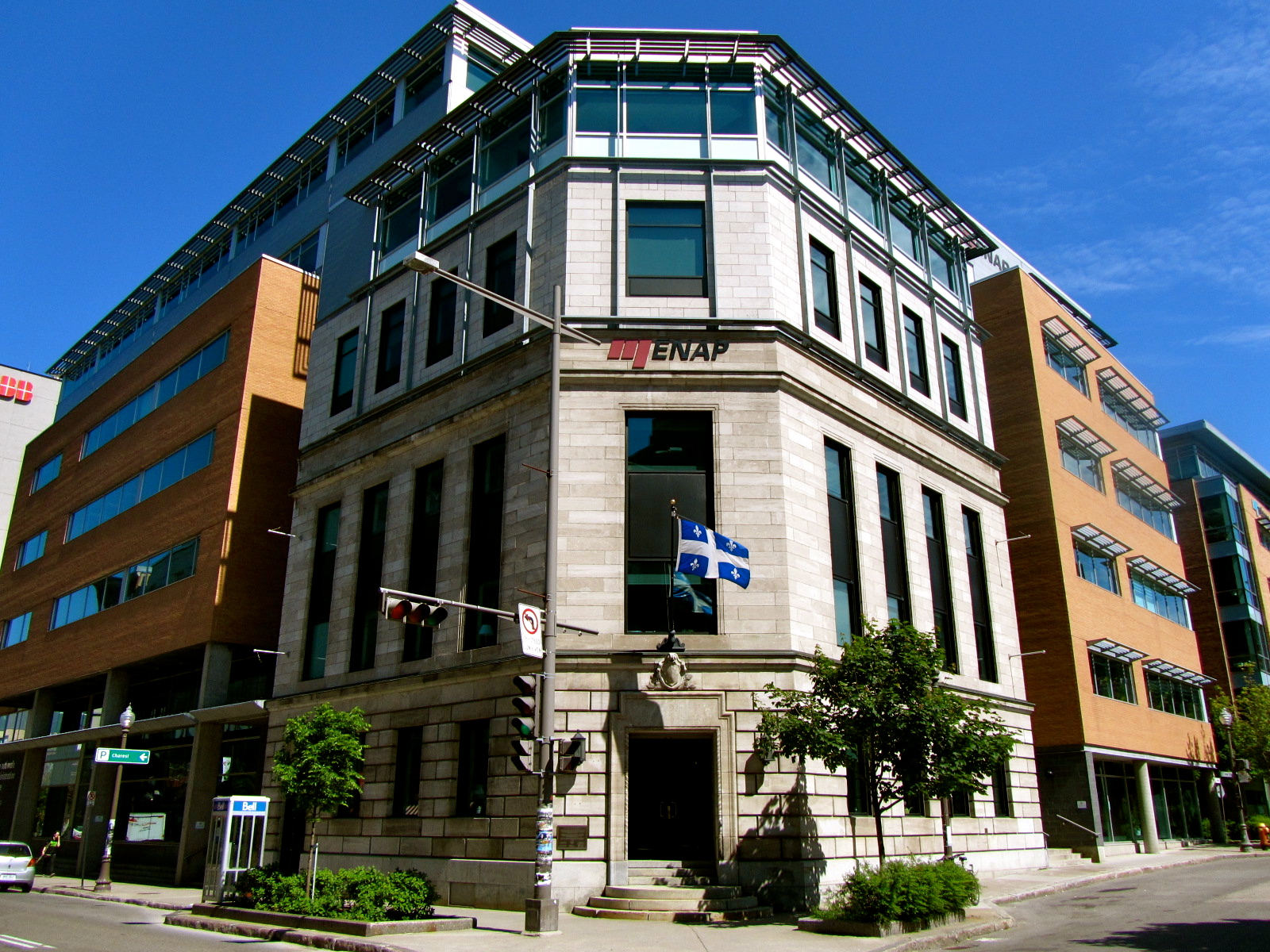
Façade du campus de Québec
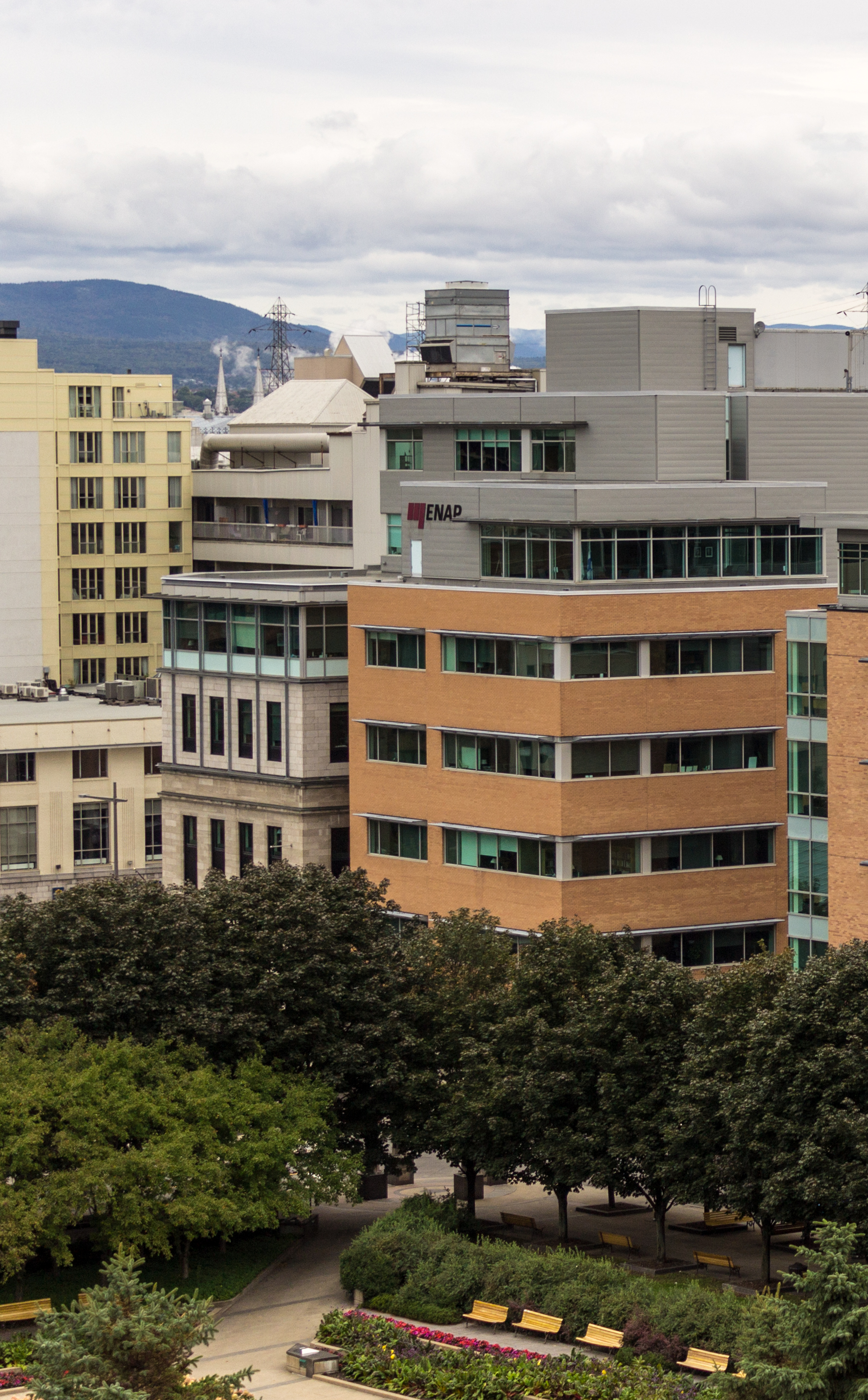
Le campus de Québec et une partie du Jardin Jean-Paul-L'Allier
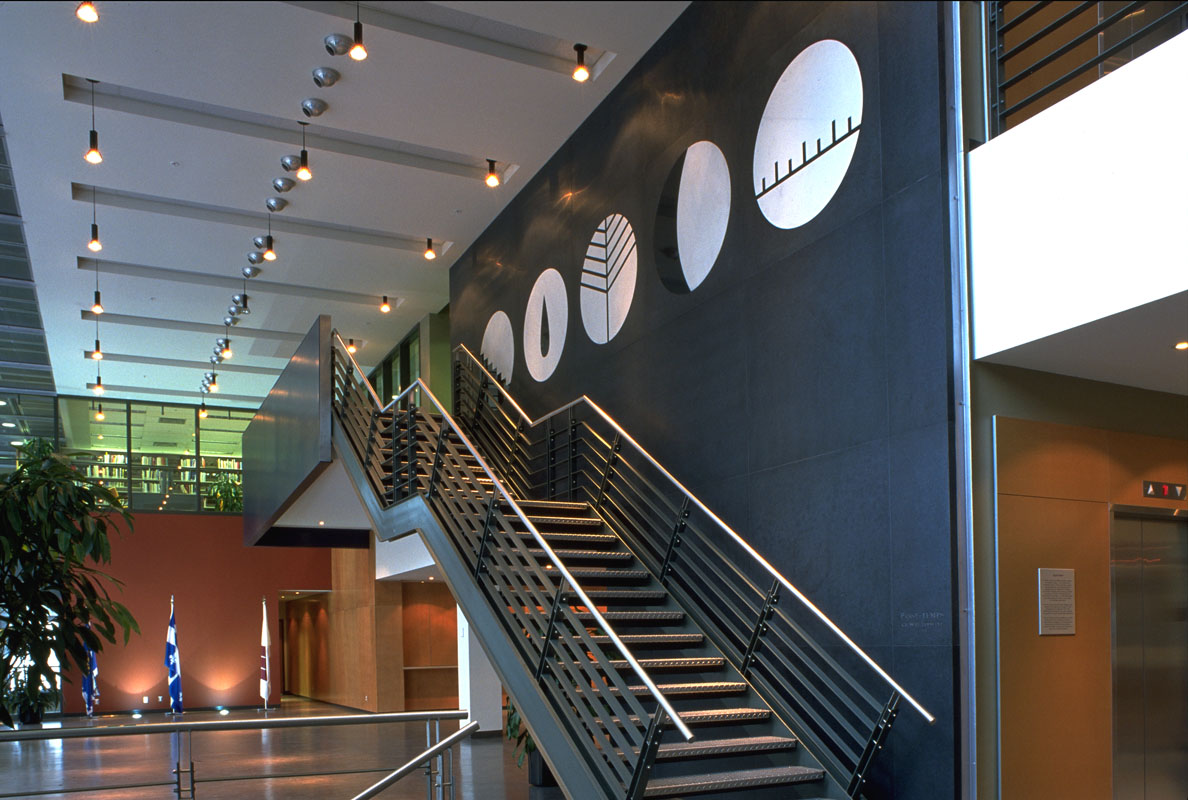
Atrium du campus de Québec
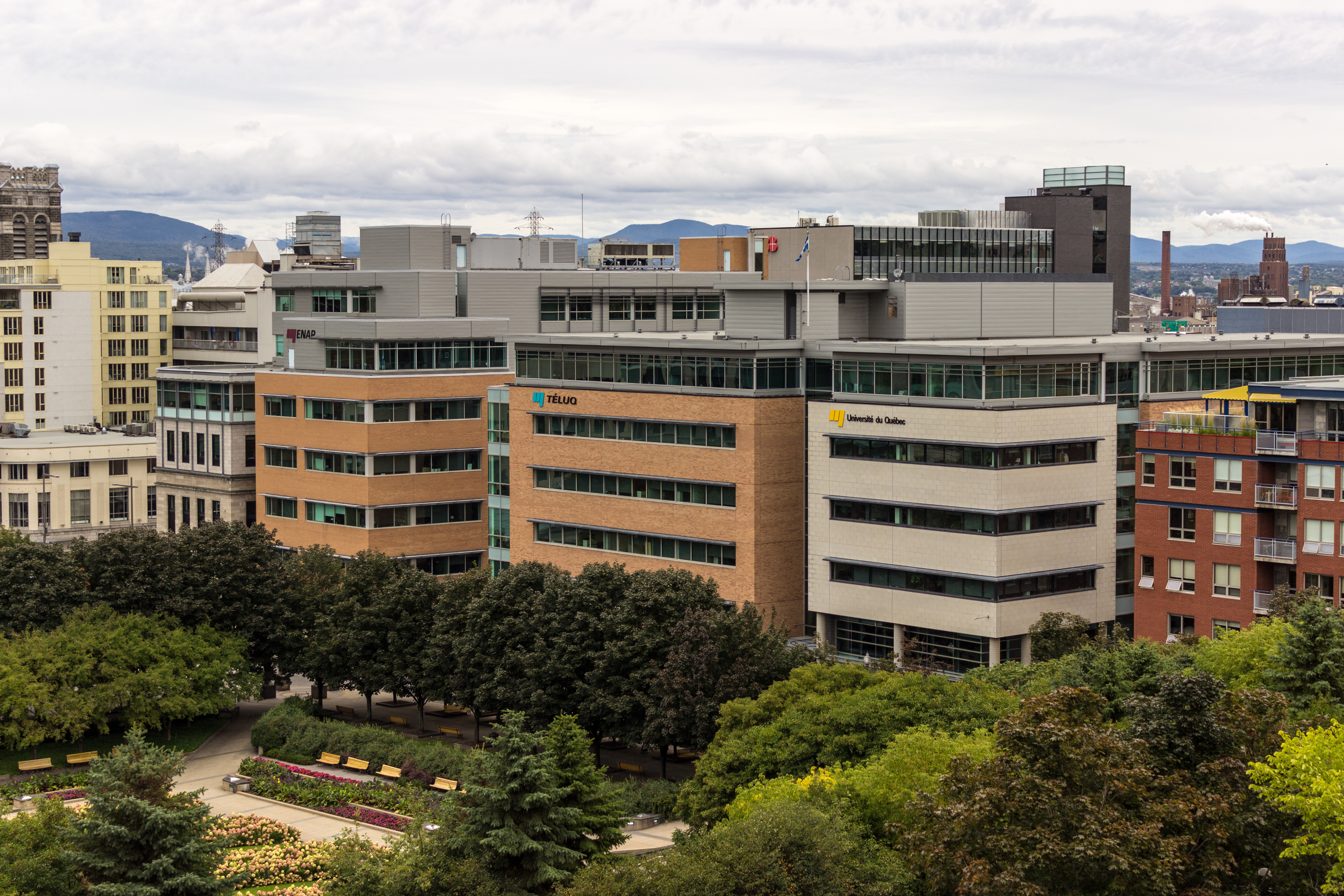
L'ENAP (à gauche), l'Université TELUQ (au centre) et le siège social de l'Université du Québec (à droite).

L'actuel campus de l'ENAP à Québec a été inauguré le 11 mars 1999 en présence du premier ministre du Québec Lucien Bouchard et du maire de la Ville de Québec Jean-Paul L'Allier. Avant cette date, les locaux de l'université ont notamment été situés dans l'édifice Le Claridge sur la Grande Allée, sur la rue du Mont-Carmel dans le Vieux-Québec, puis sur la rue Wolf à Sainte-Foy (Québec).

### Campus de Montréal
À Montréal, l'ENAP est située dans l'arrondissement du Plateau-Mont-Royal, dans les mêmes locaux que le Conservatoire de musique et d'art du Québec à Montréal. En 2005, l'édifice subit d'importants dommages à la suite d'un incendie majeur. 

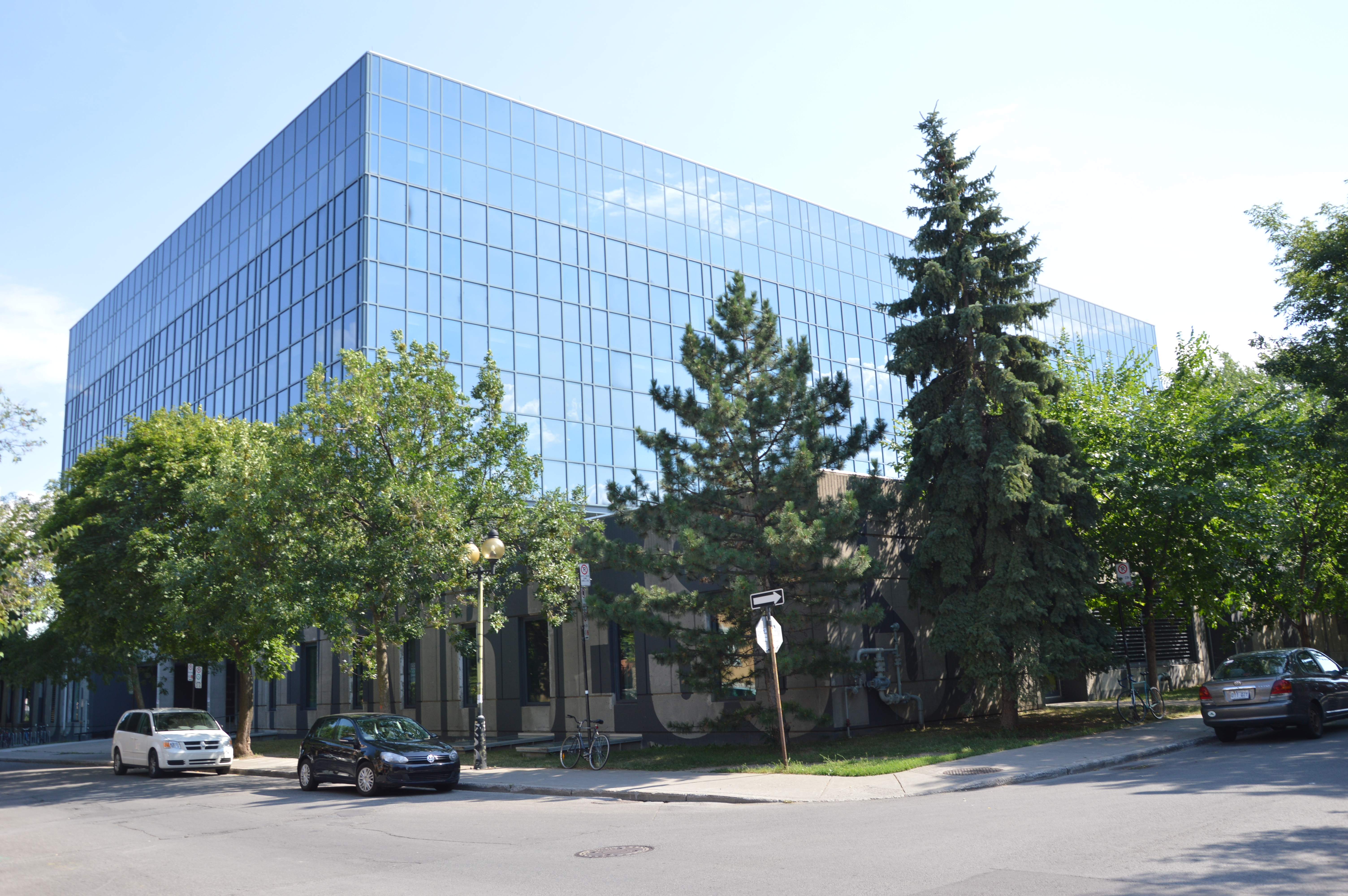
ENAP, campus de Montréal
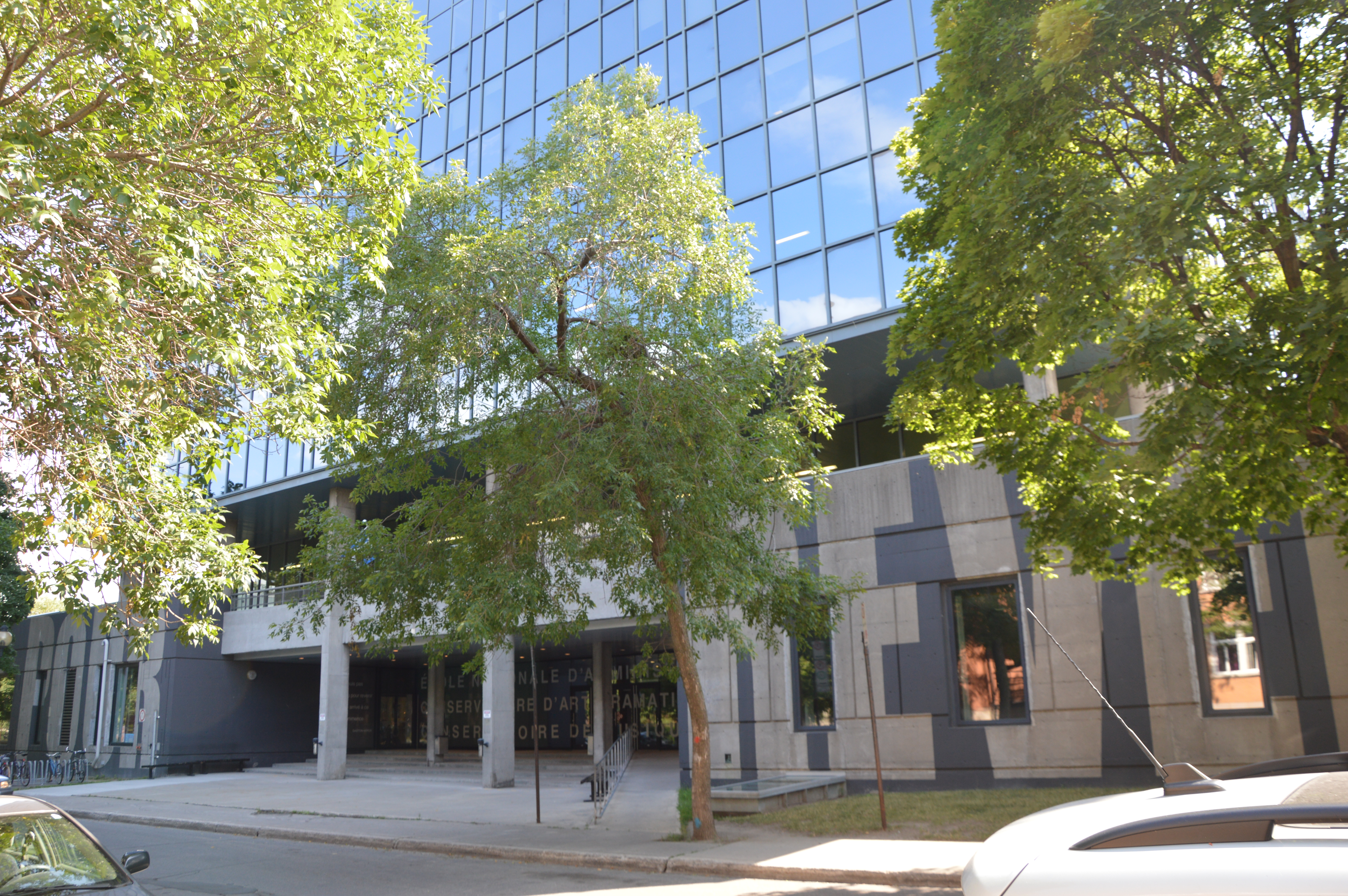
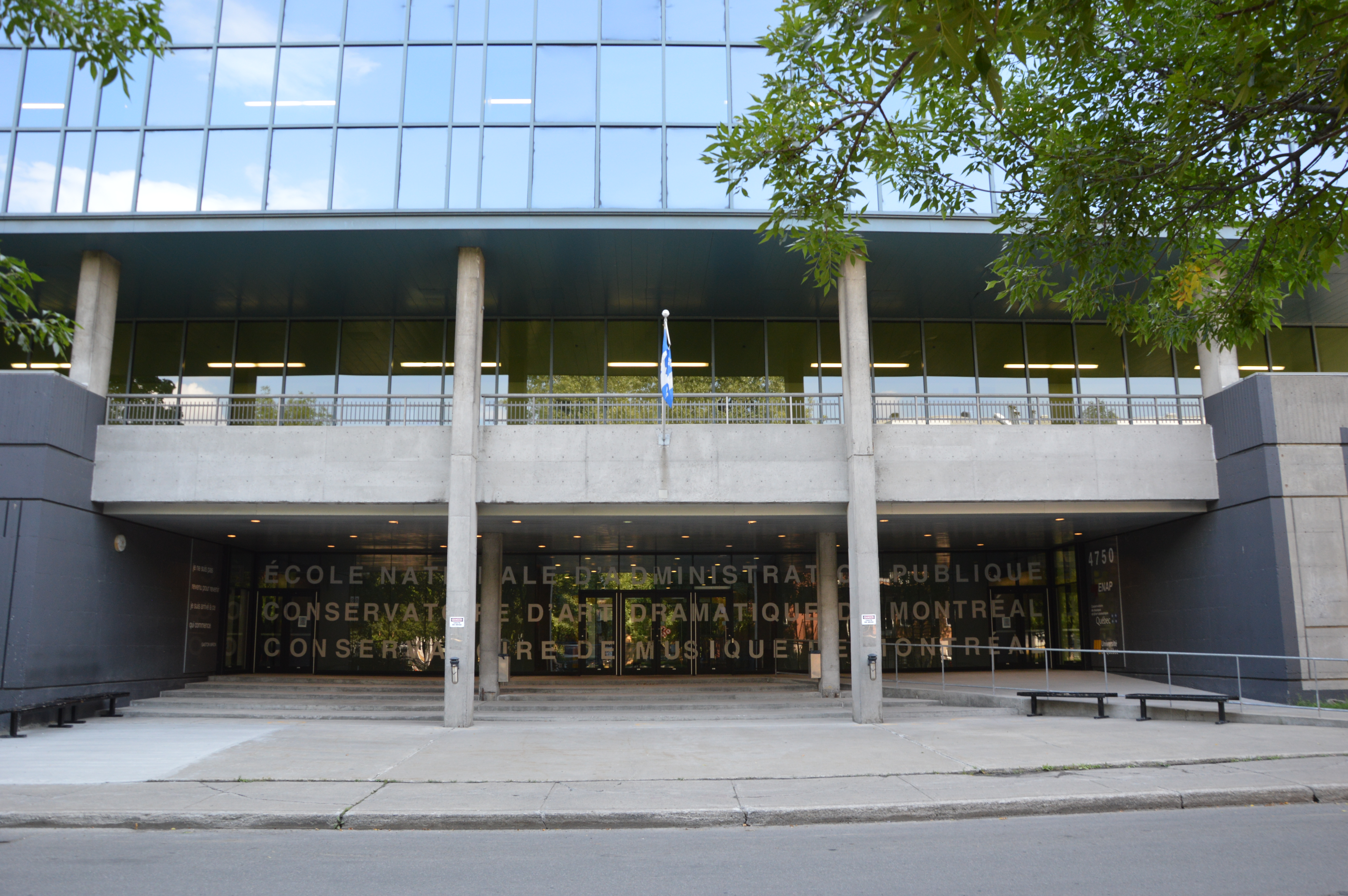
Entrée principale

### Campus de Gatineau
À Gatineau, l'ENAP partage ses locaux avec l'Université du Québec en Outaouais.
En octobre 2023, le gouvernement du Québec a annoncé un investissement de 2,23 millions de dollars sur cinq ans afin de doter l'ENAP d'un nouveau campus à Gatineau.

### Campus de Saguenay et Trois-Rivières
L’ENAP dispose de locaux aménagés à ces deux endroits, en collaboration avec l’Université du Québec à Chicoutimi et l’Université du Québec à Trois-Rivières. Seuls les programmes pour gestionnaires (programme court, diplôme d’études supérieures spécialisées et maîtrise) en administration publique y sont offerts.

### Bureaux régionaux et points de services
L'ENAP offre également de la formation dans quelques bureaux régionaux à Drummondville, Joliette, Longueuil, Sainte-Thérèse et Sherbrooke.

## Personnalités liées à l'ENAP

### Étudiants et diplômés
- Simon Jolin-Barrette, avocat et homme politique[37]
- Guy Bisaillon, syndicaliste et homme politique[38]
- Yves Bolduc, médecin et homme politique[39]
- Alexandre Bourdeau, homme politique
- Benoit Charette, homme politique[40]
- Denis de Belleval, homme politique et diplomate[41]
- France Dionne, femme politique et diplomate[42]
- Renée Dupuis (sénatrice)
- Marc-André Dowd, 8e protecteur du citoyen du Québec[43]
- Jacques Duchesneau, homme politique[44]
- Nicolas Dufour, homme politique[45]
- Éric Duhaime, chroniqueur économique et animateur[46]
- Jonatan Julien, homme politique[47]
- Zahra Kamil Ali, diplomate et représentante de l'Organisation internationale de la francophonie pour les Amériques[48]
- Georges Lalande, homme politique[49]
- Maude Marquis-Bissonnette, professeure et mairesse de Gatineau
- Josée Néron, mairesse de Saguenay (ville) (2017-2021)
- Robert Poëti, homme politique[50]
- Carole Poirier, femme politique[51]
- Jean-François Routhier, avocat et Commissaire au lobbyisme du Québec[52]
- Brigitte Sansoucy, femme politique[53]
- Chantal Soucy, femme politique[54]
- Antoine Tardif, homme politique et hockeyeur[55]
- Abderrachid Tebbi, homme politique algérien[56]

### Professeurs
- Paul-André Comeau, professeur invité[57]
- Christian Dufour[58]
- Alain Juppé, professeur invité[59]
- Nelson Michaud[60]
- Jean-Luc Migué, professeur émérite[61]
- Stéphane Paquin[62]
- Roland Parenteau
- Maude Marquis-Bissonnette
- Claude Morin
- Natalie Rinfret[63]
- Rémy Trudel, professeur invité[64]

## Doctorats honorifiques remis par l'ENAP
- Louis Bernard, haut fonctionnaire et homme politique[65]
- Roch Bolduc, haut fonctionnaire et sénateur[66]
- Michel Crozier, sociologue[67]
- André Dicaire, haut fonctionnaire[68]
- Sheila Fraser, vérificatrice générale du Canada[69]
- Louise Fréchette, diplomate[70]
- Andrei Marga, intellectuel et homme politique roumain[71]
- Geert Bouckaert, professeur émérite à KU Leuven Public Governance Institute

## Vie étudiante

### L'Association étudiante
Fondée en 1996, l'Association étudiante de l'ENAP (AEENAP) défend l'ensemble des étudiants et étudiantes du 2e et 3e cycles de l'ENAP. L'association a pour mission de défendre, représenter et promouvoir les intérêts de ses membres, ainsi que de valoriser leur institution et leur formation dans une perspective professionnelle et universitaire. Notamment, elle veille à coordonner les actions et revendications de la population étudiante de l’ENAP, représenter ses membres auprès de l’administration de l’ENAP ou de tout autre interlocuteur, améliorer la condition de la population étudiante de l’ENAP, ainsi que sa qualité de vie, favoriser la participation de la population étudiante de l’ENAP à la vie de campus, encourager l’implication politique de ses membres, informer la population étudiante de l’ENAP et améliorer l’accessibilité aux études.

## Fonds ENAP
À travers la fondation de l'Université du Québec, l'ENAP dispose d'un fonds pour soutenir financièrement ses étudiants. Ce soutien est attribué sous forme de bourses.